# Flerårig stäppsenap
Flerårig stäppsenap (Rapistrum perenne) är en väctart i familjen korsblommiga växter.